# Amphelictus caliginosus
Amphelictus caliginosus là một loài bọ cánh cứng trong họ Cerambycidae.